# Alyssum wierzbickii
Alyssum wierzbickii är en korsblommig växtart som beskrevs av János Johann A. Heuffel. Alyssum wierzbickii ingår i släktet stenörter, och familjen korsblommiga växter. Inga underarter finns listade i Catalogue of Life.